# Xylobotryales
Die Xylobotryales sind die einzige Ordnung der Xylobotryomycetes innerhalb der Schlauchpilze.

## Merkmale
Die Hauptfruchtformen sind stromatisch, das heißt, sie bilden ein Hyphengeflecht, auf denen die Fruchtkörper, die Ascomata an der Oberfläche gebildet werden. Die Stromata sind groß, aufrecht, gestielt und verzweigt oder unverzweigt. Die Ostiolen, also die Öffnungen der Fruchtkörper sind periphysat, das heißt, sie haben fädige Filamente entlang der Öffnung. Die Paraphysen sind fadenförmig mit freien Enden. Die Schläuche sind zweiwandig und teleskopartig verlängert (fissitunikat) und mit einem  apikalen Ring. Die Sporen sind zweizellig, braun mit longitudinalen Keimspalten.
Die Nebenfruchtformen bilden Pyknidien. Sie sind zylindrisch und einkammerig (Uniloculär). Sie bestehen aus einem sterilen unteren Teil und einem fertilen oberen Teil mit einer Öffnung an der Spitze. Die konidiogenen Zellen bilden ein Meristem und produzieren kurze Ketten von Kondien (Arthrokonidien). Diese sind gefärbt und septiert.

## Lebensweise und Verbreitung
Die Xylobotryales leben saprob oder wahrscheinlich auch parasitisch auf Holz oder Rinde. Während die Xylobotryum-Arten in tropischen und subtropischen Gebieten weit verbreitet sind, ist Cirrosporium bisher nur aus Neuseeland bekannt.

## Systematik
Die Ordnung der Xylobotryales und gleichzeitig die Klasse der Xylobotryomycetes wurde 2019 von Hermann Voglmayr und Walter Michael Jaklitsch beschrieben.
Es gehören ihr nur zwei Familien mit zwei Gattungen an:
- Cirrosporiaceae
  - Cirrosporium mit nur einer Art Cirrosporium novae-zelandiae
- Xylobotryaceae
  - Xylobotryum mit zwei Arten